# Damernas svikthopp i simhopp vid olympiska sommarspelen 2008
Damernas tävling på 3 meterssvikten vid olympiska sommarspelen 2008 arrangerades mellan 15 och 17 augusti 2008 i Peking. Arenan var Beijing National Aquatics Center, mer känd som Vattenkuben.

## Medaljörer
| Event             | Guld              | Silver                    | Brons          |
| 3 meter svikthopp | Guo Jingjing Kina | Julija Pachalina Ryssland | Wu Minxia Kina |

## Resultat
| Placering | Hoppare             | Land           | Kval   | Kval      | Semifinal        | Semifinal        | Final            |
| Placering | Hoppare             | Land           | Poäng  | Placering | Poäng            | Placering        | Poäng            |
| --------- | ------------------- | -------------- | ------ | --------- | ---------------- | ---------------- | ---------------- |
| 1         | Guo Jingjing        | Kina           | 373,90 | 1         | 398,55           | 1                | 415,35           |
| 2         | Julia Pakhalina     | Ryssland       | 358,15 | 2         | 383,50           | 2                | 398,60           |
| 3         | Wu Minxia           | Kina           | 349,45 | 4         | 345,30           | 3                | 389,85           |
| 4         | Blythe Hartley      | Kanada         | 350,60 | 3         | 324,60           | 10               | 374,60           |
| 5         | Tania Cagnotto      | Italien        | 332,90 | 6         | 332,40           | 5                | 349,20           |
| 6         | Anna Lindberg       | Sverige        | 294,75 | 12        | 324,70           | 9                | 342,15           |
| 7         | Sharleen Stratton   | Australien     | 288,00 | 13        | 325,90           | 8                | 331,00           |
| 8         | Nancilea Foster     | USA            | 300,15 | 11        | 338,90           | 4                | 316,70           |
| 9         | Christina Loukas    | USA            | 312,60 | 8         | 329,00           | 7                | 315,70           |
| 10        | Laura Sánchez       | Mexiko         | 334,35 | 5         | 314,40           | 12               | 312,25           |
| 11        | Olena Fedorova      | Ukraina        | 323,75 | 7         | 329,10           | 6                | 298,40           |
| 12        | Nóra Barta          | Ungern         | 276,15 | 18        | 318,15           | 11               | 269,25           |
| 13        | Jennifer Abel       | Kanada         | 300,75 | 10        | 296,10           | 13               | Gick inte vidare |
| 14        | Chantelle Newbery   | Australien     | 284,85 | 15        | 294,45           | 14               | Gick inte vidare |
| 15        | Ditte Kotzian       | Tyskland       | 282,80 | 16        | 292,25           | 15               | Gick inte vidare |
| 16        | Jashia Luna         | Mexiko         | 276,85 | 17        | 287,35           | 16               | Gick inte vidare |
| 17        | Maria Marconi       | Italien        | 286,10 | 14        | 277,50           | 17               | Gick inte vidare |
| 18        | Katja Dieckow       | Tyskland       | 302,70 | 9         | 263,00           | 18               | Gick inte vidare |
| 19        | Svetlana Filippova  | Ryssland       | 274,20 | 19        | Gick inte vidare | Gick inte vidare | Gick inte vidare |
| 20        | Diana Isabel Pineda | Colombia       | 268,85 | 20        | Gick inte vidare | Gick inte vidare | Gick inte vidare |
| 21        | Elizabeth Jimie     | Malaysia       | 253,50 | 21        | Gick inte vidare | Gick inte vidare | Gick inte vidare |
| 21        | Leong Mun Yee       | Malaysia       | 253,50 | 21        | Gick inte vidare | Gick inte vidare | Gick inte vidare |
| 23        | Sheila Mae Perez    | Filippinerna   | 251,15 | 23        | Gick inte vidare | Gick inte vidare | Gick inte vidare |
| 24        | Villő Kormos        | Ungern         | 247,95 | 24        | Gick inte vidare | Gick inte vidare | Gick inte vidare |
| 25        | Rebecca Gallantree  | Storbritannien | 232,75 | 25        | Gick inte vidare | Gick inte vidare | Gick inte vidare |
| 26        | Anna Pysmenska      | Ukraina        | 223,50 | 26        | Gick inte vidare | Gick inte vidare | Gick inte vidare |
| 27        | Veronika Kratochwil | Österrike      | 218,75 | 27        | Gick inte vidare | Gick inte vidare | Gick inte vidare |
| 28        | Jenna Dreyer        | Sydafrika      | 210,90 | 28        | Gick inte vidare | Gick inte vidare | Gick inte vidare |
| 29        | Darya Romenskaya    | Belarus        | 207,00 | 29        | Gick inte vidare | Gick inte vidare | Gick inte vidare |
| 30        | Jenifer Benitez     | Spanien        | 194,05 | 30        | Gick inte vidare | Gick inte vidare | Gick inte vidare |